# Kyron McMaster
Kyron Anthony McMaster (Road Town, Islas Vírgenes Británicas, 3 de enero de 1997) es un deportista de las Islas Vírgenes Británicas que compite en atletismo, especialista en las carreras de vallas.
Ganó una medalla de plata en el Campeonato Mundial de Atletismo de 2023, en la prueba de 400 m vallas. Participó en los Juegos Olímpicos de Tokio 2020, ocupando el cuarto lugar en la misma prueba.
Fue el abanderado de las Islas Vírgenes Británicas en los Juegos de Tokio 2020.

## Palmarés internacional
| Campeonato Mundial | Campeonato Mundial | Campeonato Mundial | Campeonato Mundial |
| Año                | Lugar              | Medalla            | Prueba             |
| ------------------ | ------------------ | ------------------ | ------------------ |
| 2023               | Budapest (Hungría) | Medalla de plata   | 400 m vallas       |